# Tony Alfaro
José Antonio Alfaro Vázquez (* 15. Juni 1993 in Puruándiro) ist ein mexikanisch-US-amerikanischer Fußballspieler.

## Karriere
Während seiner Zeit in der College-Mannschaft Cal State Dominguez Hills Toros spielte er leihweise von Mai bis August 2014 bei Ventura County Fusion in der USL League Two. Anschließend wurde er zur Saison 2016 vom MLS-Franchise Seattle Sounders gedraftet. Sein Debüt in der Spielklasse gab er am 29. Mai 2016 bei einer 1:2-Niederlage gegen New England Revolution, als er in der 40. Minute für den verletzten Brad Evans eingewechselt wurde. Viele Einsätze bekam er aber nicht und so war er in der Zeit mehr beim Farmteam Seattle Sounders 2 im Einsatz.
Ab der Saison 2019 schloss er sich Deportivo Guadalajara in Mexiko an. Bereits im Sommer des Jahres wurde er an den Club Atlético Zacatepec verliehen. Nach seiner Rückkehr im Januar 2020 verließ er Mexiko und kehrte in die USA zurück, diesmal zum Reno 1868 FC, dort endete seine Zeit nach der Saison 2020. Nach einigen Monaten ohne Klub ist er seit April 2021 beim Franchise D.C. United unter Vertrag.